# Maman Sylvestre
Pour plus de détails, voir Fiche technique et Distribution.
Maman Sylvestre (Crowing Pains) est un court métrage d'animation de la série Looney Tunes réalisé par Robert McKimson qui met en scène Charlie le coq, Sylvestre le chat et Hennery le faucon. Le court métrage a été diffusé pour la première fois le 12 juillet 1947.

## Synopsis
(novembre 2017).
Le contenu est difficilement compréhensible vu les erreurs de traduction, qui sont peut-être dues à l'utilisation d'un logiciel de traduction automatique.
Sylvestre se faufile à la niche dans un buisson. Il tente de voler un os à l'extérieur de la niche, mais George P. Dog attrape la patte et regarde à l'intérieur du buisson pour voir Sylvestre avec une fleur dans sa bouche et plusieurs autres fleurs sur sa tête. Après que Sylvestre a délibérément battu George P. Dog sur la tête avec son plat de nourriture pour chien, George P. Dog poursuit et poursuit Sylvestre sur le mur et saute par-dessus une branche, seulement pour se faire attraper par la laisse et pend de la laisse. Sylvestre est sur le point de couper la laisse avec une hache, mais Charlie attrape la lame et Sylvestre tape trop fort et vibre alors qu'il passe près du bois de feu, et la branche se casse et George P. Dog reçoit un coup sur la tête. Charlie dit à Sylvestre: "Enterre la hachette - je dis enterrer la hache de guerre, mais pas dans la tête de quelqu'un, mon garçon!" Quand Sylvestre essaie de parler, Sylvestre hurle avec colère "Ah, arrête!" et frappe Charlie sur la tête avec la hache sans lame et les feuilles comme Charlie voit des étoiles et tient toujours la lame. Hennery dit au public "Je ne suis pas sûr, mais cela pourrait être un poulet." et le traîne alors que Charle demande «Qu'est-ce que c'est que le gag-je dis quel est le gag-fils, c'est-à-dire GAG, où est-ce qu'on me prend, mon garçon? après Hennery dit à Charlie qu'il (Charlie) est un poulet, Charlie convainc Hennery que Sylvestre est un poulet. La corne de brume colle Hennery dans un œuf et le place sous Sylvestre. Sylvestre se réveille, pensant qu'il a pondu l’œuf et est devenu une mère, chante "Rock A Bye Baby" puis cache l'œuf quand il voit Charlie venir et Charlie félicite Sylvestre pour avoir pondu l’œuf et Sylvestre réalise que "HEY, Tom Cats ne peuvent pas être des mères! Les chats ne pondent pas d'œufs! et tente de se détacher de cet œuf qui le suit soudainement et s'attache à lui et qui effraie littéralement Sylvestre quand il pense que l'œuf est possédé par un fantôme. Il s'enfuit et fait littéralement toutes sortes de choses ... y compris en courant dans la niche appartenant au George P. Dog. Le chien tire le chat et le piétine et s'en va. Hennery, toujours dans l'œuf, se heurte au chien, ce qui fait trébucher le chien et le faire tomber. Le chien regarde l'œuf puis la caméra et réfléchit "Je fais un pas et hop, je dépose un œuf!". la scène s'estompe à une mère canard, avec ses canetons, qui se dit «Presto, et il pond un œuf ... Et penser quinze ans, je le fais à la dure. L'œuf / Hennery découvre finalement la cachette de Sylvestre (un tonneau), et il commence à s'attacher à la peau de Sylvestre.
Atteignant un point de rupture, Sylvestre se rapproche littéralement de l'écrasement de l'œuf avec un maillet ... juste au moment où l'œuf est sur le point d'être brisé, Hennery éclate et hurle "STOP !!" à laquelle Sylvestre, dans une scène classique, tire littéralement la tête de haut en bas par ses oreilles et saisit sa queue et tire littéralement dessus, faisant littéralement sa tête qui monte et descend sur ses épaules parce qu'il pense lui-même qu'il est fou. Hennery, en voyant assez, claque Sylvestre avec un maillet et le traîne. Sylvester se réveille et demande "Dites, quelle est la grande idée?" et Hennery prévient le "poulet" de ne pas lui donner de problème et Sylvestre réalise qu'il a fait partie d'un tour et il se lève et montre à Hennery que le vrai poulet, "un coq en fait!", est Charlie lui-même. «Si je suis un coq, je dis que si je suis un coq, j'espère être frappé par ...» souffla un corne de brume offensé, mais il est interrompu quand il est littéralement frappé par la foudre et décide «Eh bien, mettons WAY c'est "et un argument se pose entre Sylvestre, Charlie, et le chien comme ils s'accusent l'un l'autre de tromper Hennery le faucon. Finalement, Hennery décide que la seule façon de régler le problème est de voir qui chante à l'aube, et ils sont tous d'accord avec un "OKAY!" avec Charlie seul "OKAY, C'EST!". La scène s'estompe et c'est l'aube du lendemain matin ... un soleil se lève ... et le chant du coq est entendu ... mais de qui? Sylvestre a la bouche ouverte parce qu'il a toujours la bouche ouverte, l'air abasourdi ... mais George P. Dog pense que Sylvestre chante et s'éloigne après avoir assez entendu et que Hennery confond cela avec le son du coq et qu'il traîne Sylvestre. La scène se termine par un chant de corne de brume ... sur le côté de sa bouche ... tenant un livre sur la ventriloquie. Charlie dit au public "Tu dois-je dis que tu dois garder tes orteils, c'est-à-dire TOES!".

## Fiche technique
- Réalisation : Robert McKimson
- Scénario : Warren Foster
- Production : Warner Bros. Cartoons
- Musique originale : Carl Stalling
- Montage : Treg Brown
- Format : 35 mm, ratio 1.37 :1, couleur Technicolor, mono
- Durée : 7 minutes
- Pays :  États-Unis
- Langue : anglais
- Genre : animation
- Distribution : 
  - 1964 : Warner Bros. Pictures cinéma
  - 2008 : Warner Home Video DVD
- Date de sortie : 
  - États-Unis : 12 juillet 1947

## Distribution
- Sylvestre le chat, Charlie le coq, George P. Dog et Hennery le faucon
- VO par Mel Blanc (voix)